# 托马斯·纳达利尼
托马斯·纳达利尼（義大利語：Thomas Nadalini，2002年5月2日—），意大利男子短道速滑运动员，2023年欧洲锦标赛男子5000米接力银牌得主和混合2000米接力铜牌得主、2023年世界锦标赛男子5000米接力银牌得主、2025年欧洲锦标赛男子5000米接力金牌得主、2025年世界锦标赛混合2000米接力银牌得主。